# Минск М104
«Минск» М104 — лёгкий дорожный двухместный мотоцикл из семейства мотоциклов «Минск» производства Минского мотоциклетно-велосипедного завода (Белорусская Советская Социалистическая Республика, г. Минск, современное название — ОАО «Мотовело»). Выпускался с 1964 по 1967 год. Предшественник — модель «Минск» М103, преемник — «Минск» М105.

## Устройство
Модель мотоцикла «М104», отличается от предыдущей модели «М103» внешним видом и отдельными элементами, такими как двойное седло подушечного типа и облицовочные панели около карбюратора и подседельной части рамы.

### Двигатель
Одноцилиндровый двигатель с воздушным охлаждением с двухканальной возвратной продувкой.
Двигатель имеет чугунный цилиндр с головкой из алюминия, генератор переменного тока, карбюратор с поплавком и игольчатым клапаном. Двигатель модели М103 был доработан: проведены работы по улучшению характеристик, двигатель получил новый модернизированный карбюратор К-55Д, увеличена степень сжатия с 7,6 до 8, также изменена система выпуска, установлен новый глушитель, в результате чего была получена мощность 5,5 л. с. Для двигателя требуется топливо из смеси масла и бензина в соотношение 1: 25.

### Трансмиссия
Коробка передач трёхступенчатая. Механизм переключения передач — ножной. Сцепление многодисковое, в масляной ванне. Привод на заднее колесо — открытой цепью.

### Ходовая часть
Рама трубчатая, закрытого типа. Передняя вилка телескопического типа с гидравлическими амортизаторами. Задняя подвеска маятникового типа с гидравлическими амортизаторами.

## Техническая характеристика
| Длина, мм                         | 1 930                           |
| Ширина, мм                        | 675                             |
| Высота, мм                        | 1 000                           |
| База, мм                          | 1 230 — 1 255                   |
| Дорожный просвет, мм              | 135                             |
| Максимальная нагрузка, кг         | 150                             |
| Сухой вес, кг                     | 90                              |
| Макс. скорость, км/ч              | 75                              |
| Средний расход топлива, л/100 км  | 3-3,5                           |
| Диаметр цилиндра, мм              | 52                              |
| Ход поршня, мм                    | 58                              |
| Рабочий объём двигателя, см3      | 123                             |
| Степень сжатия                    | 8                               |
| Мощность двигателя, л. с.         | 5,5                             |
| Обороты при макс. мощности об/мин | 5 200                           |
| Карбюратор                        | К-55Д                           |
| Воздухофильтр                     | контактно-масляный              |
| Топливо                           | бензин А-66                     |
| Ёмкость бензобака, л              | 9                               |
| Моторная передача                 | Цепь ПВ-9,525-1000              |
| Передаточное число                | 2,75                            |
| Сцепление                         | многодисковое, в масляной ванне |
| Число ведущих дисков              | 3                               |
| Коробка передач                   | 3-ступенчатая                   |
| Передаточные числа                | I - 3,24, II - 1,6, III - 1     |
| Главная передача                  | открытая цепь ПР-12,7-1800-2    |
| Передаточное число                | 2,67                            |
| Колеса (ступицы)                  | штампованные                    |
| Шины                              | 65-484 (2.50-19")               |
| Седло                             | двойное, типа подушка           |
| Генератор                         | Г-401                           |
| Катушка зажигания                 | КМ-01 или Б-50                  |
| Опережение зажигания (мм до ВМТ)  | 4                               |
| Лампа фары                        | 32×21                           |
| Стоп-сигнал                       | отсутствует                     |
| Указатель поворотов               | отсутствует                     |
| Спидометр                         | СП-115                          |
| Сигнал                            | С-34                            |
| Переключатель света               | П-25                            |